# Liste der Baudenkmale in Planetal
In der Liste der Baudenkmale in Planetal sind alle Baudenkmale der brandenburgischen Gemeinde Planetal und ihrer Ortsteile aufgelistet. Grundlage ist die Veröffentlichung der Landesdenkmalliste mit dem Stand vom 31. Dezember 2020. Die Bodendenkmale sind in der Liste der Bodendenkmale in Planetal aufgeführt.

## Denkmale in den Ortsteilen
In den Spalten befinden sich folgende Informationen:
- ID-Nr.: Die Nummer wird vom Brandenburgischen Landesamt für Denkmalpflege vergeben. Ein Link hinter der Nummer führt zum Eintrag über das Denkmal in der Denkmaldatenbank. In dieser Spalte kann sich zusätzlich das Wort Wikidata befinden, der entsprechende Link führt zu Angaben zu diesem Denkmal bei Wikidata.
- Lage: die Adresse des Denkmales und die geographischen Koordinaten. Link zu einem Kartenansichtstool, um Koordinaten zu setzen. In der Kartenansicht sind Denkmale ohne Koordinaten mit einem roten beziehungsweise orangen Marker dargestellt und können in der Karte gesetzt werden. Denkmale ohne Bild sind mit einem blauen bzw. roten Marker gekennzeichnet, Denkmale mit Bild mit einem grünen beziehungsweise orangen Marker.
- Bezeichnung: Bezeichnung in den offiziellen Listen des Brandenburgischen Landesamtes für Denkmalpflege. Ein Link hinter der Bezeichnung führt zum Wikipedia-Artikel über das Denkmal.
- Beschreibung: die Beschreibung des Denkmales
- Bild: ein Bild des Denkmales und gegebenenfalls einen Link zu weiteren Fotos des Baudenkmals im Medienarchiv Wikimedia Commons

### Dahnsdorf
| ID-Nr.                           | Lage                      | Bezeichnung                      | Beschreibung | Bild           |
| -------------------------------- | ------------------------- | -------------------------------- | --- | -------------- |
| 09190129                         | Hauptstraße (Lage)        | Deutschordenskirche (Dorfkirche) | Die evangelische Kirche wurde Anfang des 13. Jahrhunderts erbaut. Der Altaraufsatz stammt aus der Zeit Anfang des 17. Jahrhunderts. | weitere Bilder |
| 09190624                         | Hauptstraße 26 (Lage)     | Pfarrhaus                        | | Pfarrhaus      |
| 09190130                         | Hauptstraße 33, 34 (Lage) | Gutshof                          | | weitere Bilder |
| 09191382 Teilobjekt zu: 09190130 | Hauptstraße 33, 34 (Lage) | Hofpflaster                      | Der Hof des Guts südlich des Gutshauses. Entstanden ist die Pflasterung in der zweiten Hälfte des 19. Jahrhunderts.                 | BW             |
| 09191383 Teilobjekt zu: 09190130 | Hauptstraße 33, 34 (Lage) | Wirtschaftsgebäude               | Die Wirtschaftsgebäude befinden sich auf den drei Seiten des Wirtschaftshofes.                                                      | BW             |

### Kranepuhl
| ID-Nr.   | Lage   | Bezeichnung | Beschreibung | Bild           |
| -------- | ------ | ----------- | --- | -------------- |
| 09190251 | (Lage) | Dorfkirche  | Die Dorfkirche entstand in der Mitte des 13. Jahrhunderts. Im Innern steht unter anderem ein hölzerner Altaraufsatz aus der ersten Hälfte des 18. Jahrhunderts. | weitere Bilder |

### Locktow
| ID-Nr.                       | Lage                   | Bezeichnung | Beschreibung | Bild               |
| ---------------------------- | ---------------------- | ----------- | --- | ------------------ |
| 09190272 Wikidata            | Hauptstraße 23a (Lage) | Dorfkirche  | Die evangelische Kirche stammt aus der Zeit des 14. oder Anfang des 15. Jahrhunderts. Wahrscheinlich wurde die Kirche im 19. Jahrhundert im Osten verlängert. Im Inneren eine Kanzel aus der Zeit um 1700. Der Altaraufsatz wurde in der zweiten Hälfte des 17. Jahrhunderts erstellt. | weitere Bilder     |
| 0919 Teilobjekt zu: 09190272 | Hauptstraße 23a ()     | Glocke      | | ein Bild hochladen |

### Mörz
| ID-Nr.   | Lage   | Bezeichnung | Beschreibung | Bild           |
| -------- | ------ | ----------- | --- | -------------- |
| 09190296 | (Lage) | Dorfkirche  | Die evangelische Kirche stammt aus der ersten Hälfte des 13. Jahrhunderts. Der Chor wurde mehrmals erneuert. Im Inneren stammen die Decke, die Empore und ein Triumphbogen aus der Zeit um 1700. Aus der gleichen Zeit stammt der Altaraufsatz. Weiter befinden sich mehrere Epitaphien und Grabmäler in der Kirche, die meisten stammen aus dem 18. Jahrhundert. | weitere Bilder |

### Ziezow
| ID-Nr.            | Lage              | Bezeichnung | Beschreibung                                                                   | Bild           |
| ----------------- | ----------------- | ----------- | ------------------------------------------------------------------------------ | -------------- |
| 09190273 Wikidata | Dorfstraße (Lage) | Dorfkirche  | Die evangelische Kirche, ein neuromanischer Sichtziegelbau, wurde 1874 erbaut. | weitere Bilder |